# Сойнасте
Со́йнасте (ест. Soinaste küla) — село в Естонії, у волості Камб'я повіту Тартумаа.

## Населення
Чисельність населення на 31 грудня 2011 року становила 870 осіб.

## Географія
Село розташоване в південному передмісті Тарту.
Через населений пункт проходить автошлях 2 (Таллінн — Тарту — Виру — Лугамаа), естонська частина європейського маршруту E263.

## Історія

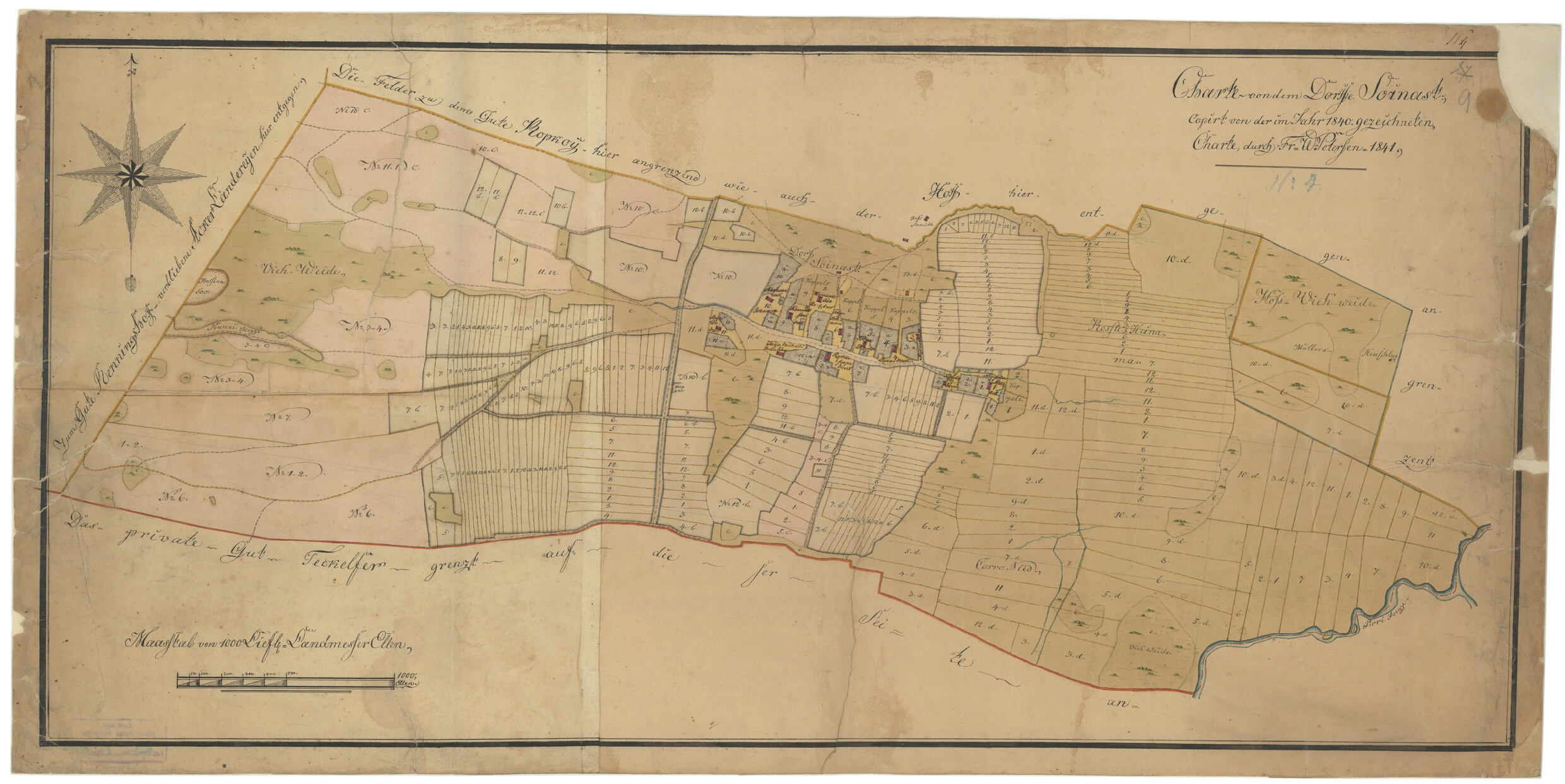
Карта села 1840 року

До 21 жовтня 2017 року село входило до складу волості Юленурме.